# 華特·迪士尼所獲奧斯卡金像獎列表

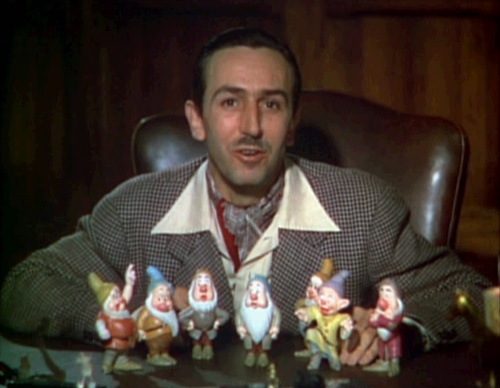
動畫家和電影製作人華特·迪士尼與其創作的角色七個小矮人。

華特·迪士尼（英語：Walt Disney，1901年－1966年）總共獲得二十六座奧斯卡金像獎，保持了歷史上最多奧斯卡金像獎的記錄。他從五十九項提名中贏得二十二項奧斯卡競賽獎項，同時保持了歷史上個人最多提名和獲獎的記錄。
迪士尼在第5屆奧斯卡金像獎贏得他第一項競賽獎項和獲得第一項奧斯卡榮譽獎。他以創造米老鼠而獲得奧斯卡榮譽獎，並以電影《花與樹》贏得奧斯卡最佳動畫短片獎。在隨後舉行的七届奧斯卡金像獎上（第6屆至第12屆），迪士尼在同一類型獲得提名並贏得獎項。
迪士尼又獲得三項奧斯卡榮譽獎，其中一項在1939年，另外兩項則在1942年。在第26屆奧斯卡金像獎，迪士尼贏得全部四項提名，包括最佳動畫短片、最佳雙膠卷劇情短片、最佳紀錄片和最佳紀錄短片。在1965年，迪士尼以電影《歡樂滿人間》獲得最佳影片提名。在1969年，他在死後以《小熊維尼與大風吹》贏得其最後的奧斯卡金像獎。

## 奧斯卡金像獎

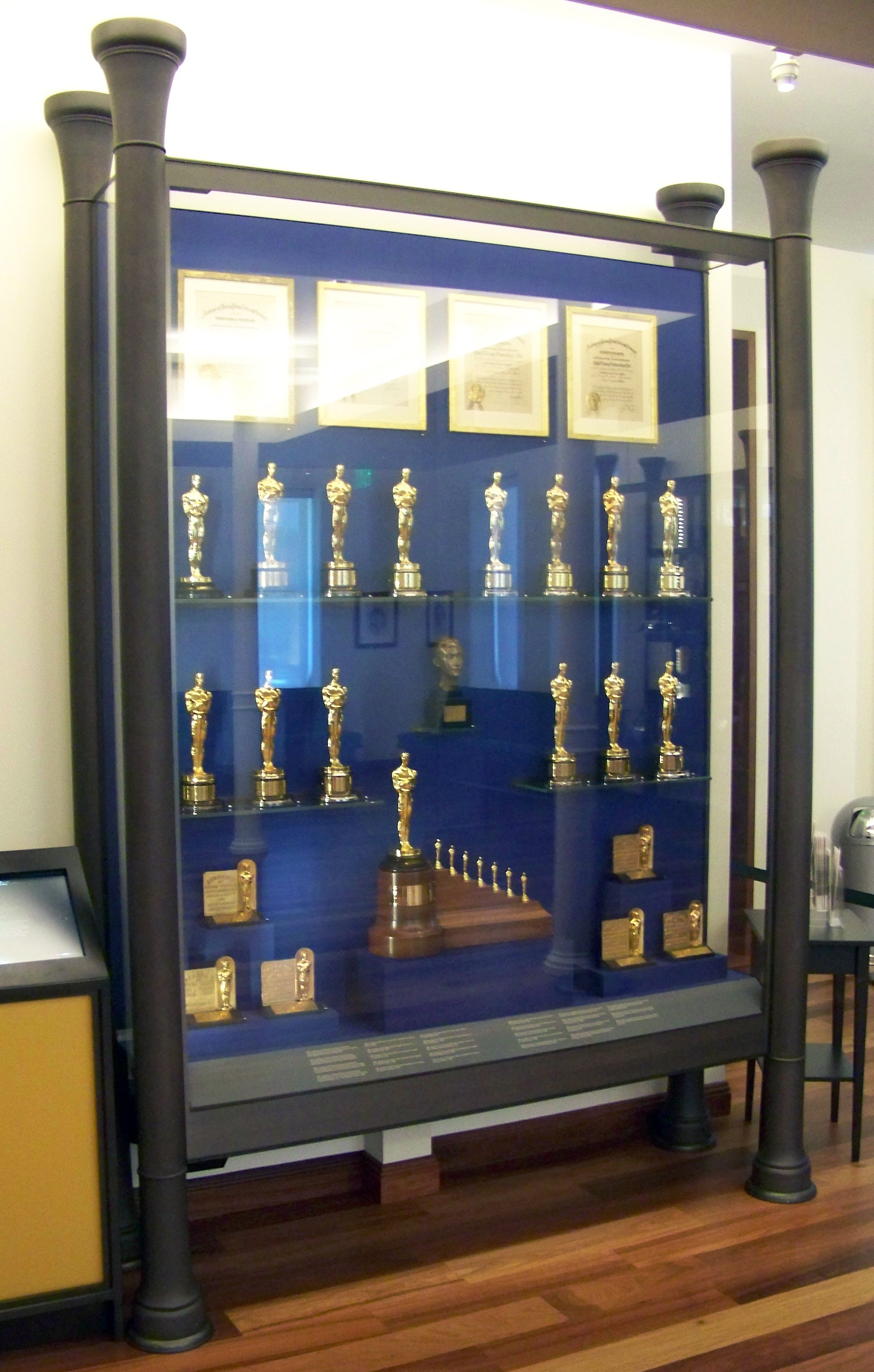
在舊金山華特迪士尼家族博物館的大廳展示櫃展示了華特·迪士尼獲得的許多奧斯卡金像獎。他以《白雪公主》所獲得的獨特特殊獎位於底部。

| 年份            | 獎項               | 電影/紀錄片                | 結果              | 參考          |
| --------------- | ------------------ | -------------------------- | ----------------- | ------------- |
| 1932 （第5届）  | 最佳動畫短片       | 《花與樹》                 | 獲獎              | [ 2 ] [ 16 ]  |
| 1932 （第5届）  | 最佳動畫短片       | 《米奇的孤儿们》           | 提名              | [ 2 ]         |
| 1934 （第6届）  | 最佳動畫短片       | 《三隻小豬》               | 獲獎              | [ 3 ]         |
| 1934 （第6届）  | 最佳動畫短片       | 《建設大廈》               | 提名              | [ 3 ]         |
| 1935 （第7届）  | 最佳動畫短片       | 《龜兔賽跑》               | 獲獎              | [ 4 ]         |
| 1936 （第8届）  | 最佳動畫短片       | 《三只小孤儿猫》           | 獲獎              | [ 5 ]         |
| 1936 （第8届）  | 最佳動畫短片       | 《谁杀害了知更鸟先生？》   | 提名              | [ 5 ]         |
| 1937 （第9届）  | 最佳動畫短片       | 《鄉下來的表弟》           | 獲獎              | [ 6 ]         |
| 1938 （第10届） | 最佳動畫短片       | 《老磨坊》                 | 獲獎              | [ 7 ]         |
| 1939 （第11届） | 最佳動畫短片       | 《公牛費迪南》             | 獲獎              | [ 8 ]         |
| 1939 （第11届） | 最佳動畫短片       | 《勇敢的小裁縫師》         | 提名              | [ 8 ]         |
| 1939 （第11届） | 最佳動畫短片       | 《好偵察員》               | 提名              | [ 8 ]         |
| 1939 （第11届） | 最佳動畫短片       | 《鵝媽媽去好萊塢》         | 提名              | [ 8 ]         |
| 1940 （第12届） | 最佳動畫短片       | 《醜小鴨》                 | 獲獎              | [ 9 ]         |
| 1940 （第12届） | 最佳動畫短片       | 《獵犬》                   | 提名              | [ 9 ]         |
| 1942 （第14届） | 最佳動畫短片       | 《伸出援手》               | 獲獎              | [ 10 ]        |
| 1942 （第14届） | 最佳動畫短片       | 《曠課檢查員》             | 提名              | [ 10 ]        |
| 1943 （第15届） | 最佳動畫短片       | 《元首的面孔》             | 獲獎              | [ 17 ]        |
| 1943 （第15届） | 最佳紀錄短片       | 《覆盖半球的谷物》         | 提名              | [ 17 ]        |
| 1943 （第15届） | 最佳紀錄短片       | 《新精神》                 | 提名              | [ 17 ]        |
| 1944 （第16届） | 最佳紀錄短片       | 《水：朋友還是敵人》       | 提名              | [ 18 ]        |
| 1944 （第16届） | 最佳動畫短片       | 《理性与感性》             | 提名              | [ 18 ]        |
| 1945 （第17届） | 最佳動畫短片       | 《如何踢足球》             | 提名              | [ 19 ]        |
| 1946 （第18届） | 最佳動畫短片       | 《唐老鴨的罪行》           | 提名              | [ 20 ]        |
| 1947 （第19届） | 最佳動畫短片       | 《寮屋居民的權利》         | 提名              | [ 21 ]        |
| 1948 （第20届） | 最佳動畫短片       | 《奇奇與蒂蒂》             | 提名              | [ 22 ]        |
| 1948 （第20届） | 最佳動畫短片       | 《布鲁托的蓝色笔记》       | 提名              | [ 22 ]        |
| 1949 （第21届） | 最佳雙膠卷劇情短片 | 《海豹島》                 | 獲獎              | [ 12 ] [ 23 ] |
| 1949 （第21届） | 最佳動畫短片       | 《米奇和海豹》             | 提名              | [ 23 ]        |
| 1949 （第21届） | 最佳動畫短片       | 《兩百杯茶》               | 提名              | [ 23 ]        |
| 1950 （第22届） | 最佳動畫短片       | 《玩具修補匠》             | 提名              | [ 24 ]        |
| 1951 （第23届） | 最佳雙膠卷劇情短片 | 《海狸谷》                 | 獲獎              | [ 25 ]        |
| 1952 （第24届） | 最佳雙膠卷劇情短片 | 《大自然的一隅》           | 獲獎              | [ 26 ]        |
| 1952 （第24届） | 最佳動畫短片       | 《膽小獅子藍伯特》         | 提名              | [ 26 ]        |
| 1953 （第25届） | 最佳雙膠卷劇情短片 | 《水鳥》                   | 獲獎              | [ 27 ]        |
| 1954 （第26届） | 最佳紀錄片         | 《沙漠奇觀》               | 獲獎              | [ 11 ] [ 12 ] |
| 1954 （第26届） | 最佳紀錄短片       | 《阿拉斯加的爱斯基摩人》   | 獲獎              | [ 11 ] [ 12 ] |
| 1954 （第26届） | 最佳動畫短片       | 《嘟嘟，嘘嘘，砰砰和咚咚》 | 獲獎              | [ 11 ] [ 12 ] |
| 1954 （第26届） | 最佳動畫短片       | 《生命崎嶇的熊》           | 提名              | [ 11 ] [ 12 ] |
| 1954 （第26届） | 最佳雙膠卷劇情短片 | 《熊之國》                 | 獲獎              | [ 11 ] [ 12 ] |
| 1954 （第26届） | 最佳雙膠卷劇情短片 | 《班和我》                 | 提名              | [ 11 ] [ 12 ] |
| 1955 （第27届） | 最佳紀錄片         | 《原野奇觀》               | 獲獎              | [ 28 ]        |
| 1955 （第27届） | 最佳動畫短片       | 《猪就是猪》               | 提名              | [ 28 ]        |
| 1955 （第27届） | 最佳雙膠卷劇情短片 | 《暹羅》                   | 提名              | [ 28 ]        |
| 1956 （第28届） | 最佳紀錄短片       | 《征服北极的人》           | 獲獎              | [ 29 ]        |
| 1956 （第28届） | 最佳動畫短片       | 《禁止打獵》               | 提名              | [ 29 ]        |
| 1956 （第28届） | 最佳雙膠卷劇情短片 | 《瑞士》                   | 提名              | [ 29 ]        |
| 1957 （第29届） | 最佳雙膠卷劇情短片 | 《薩摩亞》                 | 提名              | [ 30 ]        |
| 1958 （第30届） | 最佳動畫短片       | 《鵝媽媽的真相》           | 提名              | [ 31 ]        |
| 1959 （第31届） | 最佳實景短片       | 《大峽谷》                 | 獲獎              | [ 32 ]        |
| 1959 （第31届） | 最佳動畫短片       | 《保羅·班揚》              | 提名              | [ 32 ]        |
| 1960 （第32届） | 最佳紀錄短片       | 《歡樂123奇幻園地》        | 提名              | [ 33 ]        |
| 1960 （第32届） | 最佳動畫短片       | 《諾亞方舟》               | 提名              | [ 33 ]        |
| 1960 （第32届） | 最佳實景短片       | 《神秘的深海》             | 提名              | [ 33 ]        |
| 1961 （第33届） | 最佳動畫短片       | 《小象哥萊亞》             | 提名              | [ 34 ]        |
| 1961 （第33届） | 最佳實景短片       | 《海中之島》               | 提名              | [ 34 ]        |
| 1962 （第34届） | 最佳動畫短片       | 《航海吃豆》               | 提名              | [ 35 ]        |
| 1963 （第35届） | 最佳動畫短片       | 《流行歌曲的饗宴》         | 提名              | [ 36 ]        |
| 1965 （第37届） | 最佳影片           | 《歡樂滿人間》             | 提名              | [ 12 ] [ 13 ] |
| 1969 （第52届） | 最佳動畫短片       | 《小熊維尼與大風吹》       | 獲獎 （死後獲獎） | [ 14 ]        |